# كفور الشيخ فضل
قرية كفور الشيخ فضل هي إحدى القرى التابعة لمركز الفيوم في محافظة الفيوم في جمهورية مصر العربية. حسب إحصاءات سنة 2006، بلغ إجمالي السكان في كفور الشيخ فضل 6641 نسمة، منهم 3510 رجل و3131 امرأة.

## التاريخ المالي والإداري
«كُفور الشيخ فَضل» هي من القرى الحديثة، وتكونت من الوجهة الإدارية في سنة 1923 م، وكانت تابعة لمركز الفيوم، فلما أُنشئ مركز إبشواي في سنة 1929، أُلحقت به ضمن بلاد المركز المذكور. وفي سنة 1934 م، صدر قرار من وزارة المالية بفصلها بزمام خاص من أراضى ناحية سينرو، وبذلك أصبحت ناحية قائمة بذاتها من الوجهتين الإدارية والمالية.
وفي سنة 1940 م، طلبت مديرية الفيوم لصالح الأمن العام إعادة إلحاق هذه الناحية إلى مركز الفيوم كما كانت، وقد وافقت وزارة الداخلية على ذلك بقرار أصدرته في سنة 1940 م، وبذلك أصبحت ناحية تابعة لمركز الفيوم. وتنسب في الاسم إلى ولي الله الشيخ فضل صاحب المقام الكائن بها.